# Esther Jungreis

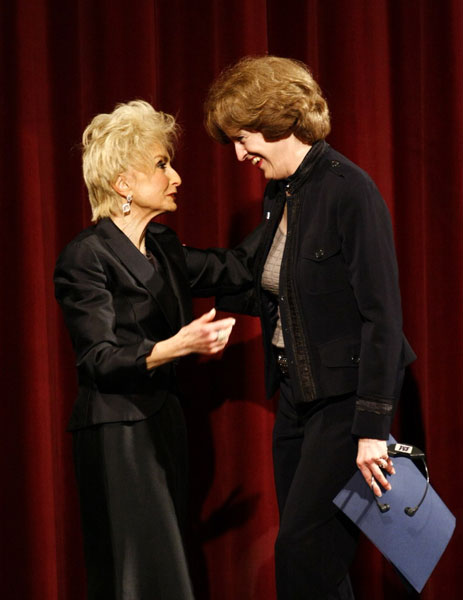
Esther Jungreis (à gauche) et April Foley, ambassadrice des États-Unis en Hongrie (photographie prise à Budapest le 15 septembre 2008).

Esther Jungreis (27 avril 1936 - 23 août 2016) était une chef de file religieuse américaine d'origine hongroise. Elle est la fondatrice du mouvement Hineni (en) aux États-Unis. En tant que survivante de la Shoah, elle souhaitait amener les Juifs à embrasser le judaïsme orthodoxe.

## Biographie
Esther Jungreis est née le 27 avril 1936, à Szeged, en Hongrie, où elle a passé son enfance. Son père, Abraham, rabbin orthodoxe et dirigeant d'un shtiebel, a été déporté à Auschwitz dans un wagon à bestiaux avec d'autres juifs de la ville. Un membre de la famille Jungreis qui travaillait pour Rudolf Kastner a fait en sorte que le train s'ouvre à Budapest afin que sa famille soit transférée dans le célèbre Train Kastner, en partance pour la Suisse.
En 1947, la famille déménage à Brooklyn. Elle épouse un cousin lointain le rabbin Théodore Jungreis. Le couple s'installe dans le North Woodmere, et fonde le Centre Juif de North Woodmere /Congrégation Orthodoxe Ohr Torah. Ils ont quatre enfants.
Esther Jungreis, en tant que survivante de la Shoah, était « déterminée à consacrer sa vie à la lutte contre l'Holocauste spirituel se déroulant aux États-Unis. » Cette détermination a conduit à la naissance du Hineni le 18 novembre 1973 au Forum Senti du Madison Square Garden, mouvement visant à promouvoir le Yiddishkeit traditionnel aux États-Unis. En tant que chef de file de ce mouvement, sa position contre les mariages interreligieux a suscité des critiques. Elle voyait également très mal la sécularisation, qu'elle considérait comme une forme d'assimilation.
Après la mort du rabbin Jungreis en 1996, la Rebbetzin Esther Jungreis poursuit son travail de sensibilisation et d'éducation. Accompagnée de Paysach Krohn, Jungreis a été invitée en tant que conférencière à l'occasion de la retraite du Chavouot organisée par The Gateways Organization,.
Jungreis est décédée le 23 août 2016, âgée de 80 ans, à la suite d'une brève maladie.

## Travail de sensibilisation
Le Hineni s'est fait reconnaître mondialement, et a acquis des centres dans monde entier. En conséquence, Jungreis s'est fait entendre en des lieux tels que l'Hollywood Palladium, le Colisée de Johannesburg et le Centre de Conventions internationales de Jérusalem. Elle a, de plus, régulièrement parlé pour la US Army et la Navy, ainsi que pour l'Armée de défense d'Israël.

## Œuvre
- The Jewish Soul on Fire, New York, William Morrow & Co., 1982, 248 p. (ISBN 9780688009557, lire en ligne),
- The Committed Life : Principles for Good Living from Our Timeless Past, New York, Cliff Street Books (réimpr. 2002, 2014) (1re éd. 1998), 360 p. (ISBN 9780060191368, OCLC 39515465, lire en ligne),
- The Committed Marriage : A Guide to Finding a Soul Mate and Building a Relationship Through Timeless Biblical Wisdom, San Francisco, Californie, HarperSanFrancisco (réimpr. 2004) (1re éd. 2002), 296 p. (ISBN 9780066213743, OCLC 50554533, lire en ligne),
- Life Is A Test : How to Meet Life's Challenges Successfully, Brooklyn, New York, Shaar Press distribué par Mesorah Publications (réimpr. 2007, 2009) (1re éd. 2006), 292 p. (ISBN 9781422601969, OCLC 77515810, lire en ligne),
- Footsteps: Perspectives for Daily Life, Jérusalem, Israël, Sinai Live books, 2012, 40 p. (ISBN 9781475245301),

Elle a écrit pendant plus de quarante ans pour The Jewish Press en utilisant la Torah comme source de solutions aux problèmes de la vie quotidienne.

## Récompenses et renommée
Jungreis a été nommée « femme de l'année » par l'Hadassah, l'association Jewish War Veterans, le B'nai B'rith, la Federation of Jewish Women's Organizations, l'organisation des Chevaliers de la Pythie, et la Christian Amita Society.
Le président George W. Bush a nommé Jungreis pour servir à la délégation d'honneur qui l'a accompagné à Jérusalem pour le 60e anniversaire de l'État d'Israël en mai 2008.